# Distretto di Dôrgôn
Il distretto di Dôrgôn è uno dei diciassette distretti (sum) in cui è suddivisa la provincia di Hovd, in Mongolia. Conta una popolazione di 2.266 abitanti (censimento 2010). 